# Emidio d'Ascoli
Emidio di Ascoli (Treviri, 273 – Ascoli Piceno, 5 agosto 303 o 309) è stato un vescovo romano, venerato come martire cefaloforo dalla Chiesa cattolica; è il santo patrono della città e della Diocesi di Ascoli Piceno e delle cittadine di Leporano e Cerro al Volturno, protettore contro il terremoto.

## Biografia
Nacque a Treviri nel 273 da una nobile famiglia pagana. Sui primi anni della sua vita fonti e tradizioni sono assai povere e divergono: le due ipotesi più probabili vedono Emidio dedicato allo studio delle arti liberali oppure arruolato nelle milizie romane.
La sua conversione al Cristianesimo (290?) avvenne grazie alla predicazione dei santi Nazario e Celso: diventò catecumeno, fu battezzato e si dedicò allo studio delle Sacre Scritture. Entrato in conflitto con la famiglia che tentò in tutti i modi di ricondurlo al paganesimo, partì per l'Italia insieme ai tre amici Euplo, Germano e Valentino (cui viene attribuita la prima agiografia del santo). Giunto a Milano, fu consacrato sacerdote (296?) dal vescovo Materno e stette per tre anni all'oratorio di San Nazario. In questo periodo la sua attività di predicatore fu particolarmente feconda ed ebbe come risultato la conversione di molti dei suoi ascoltatori.
A causa della persecuzione di Diocleziano dovette fuggire a Roma dove trovò rifugio presso un certo Graziano. Qui gli vennero attribuite molte guarigioni miracolose (tra cui la figlia paralitica dello stesso Graziano), tanto che il popolo lo credette la reincarnazione del dio Esculapio.
La fama del sacerdote ben presto destò l'interesse di Papa Marcellino (secondo un'altra versione si trattò invece del suo successore Marcello ma le date non corrispondono, dato che quest'ultimo fu eletto nel novembre 306) che ordinò Emidio vescovo di Ascoli, ed Euplo diacono, e affidò loro la difficile missione di diffondere il cristianesimo nell'importante centro Piceno (ancora quasi completamente pagano).
Durante la strada Emidio si fermò a evangelizzare i centri di Pitino, L'Aquila e Teramo, e infine giunse ad Ascoli (300?).
Ad Ascoli era prefetto Polimio, autore di dure repressioni contro i cristiani, che ordinò subito a Emidio di non predicare la buona novella, ordine che fu completamente ignorato. Anche ad Ascoli, Emidio si prodigò nella guarigione dei malati, cosa che gli consentì di convertire un gran numero di Ascolani.
Polimio lo credette la reincarnazione del dio Esculapio, e gli chiese di offrire sacrifici agli dèi, promettendogli in matrimonio Polisia, sua figlia. Il Santo non solo rifiutò di offrire agli dèi, ma addirittura convertì Polisia alla fede cristiana e la battezzò nelle acque del fiume Tronto.

Polimio, avvertito di questo, ordinò l'arresto di Emidio e lo condannò alla pena capitale. Il vescovo non si nascose e fu decapitato (303 sotto Papa Marcellino o, secondo un'altra tradizione, 309 sotto Papa Eusebio), mentre Polisia, fatta ricercare dal padre, fuggì sul monte Ascensione e scomparve in un crepaccio (nei pressi del quale in séguito nacque il paese di Polesio).

## I miracoli e le credenze popolari
Oltre alle più volte citate capacità di guarigione, la tradizione popolare e cattolica tende ad attribuire a Sant'Emidio una serie di miracoli isolati.
- Sicuramente il più famoso è il miracolo del terremoto[1] di cui esistono diverse versioni:
  - ancora nella città di Treviri, Emidio fu condotto con la forza, dalla sua famiglia, all'interno di un tempio pagano per rinnegare la sua fede cristiana, ma un improvviso terremoto distrusse il tempio;
  - secondo un'altra versione, questo miracolo si ripeté ad Ascoli, quando Polimio volle costringere Emidio a sacrificare agli dèi;
  - una terza versione invece vuole che Emidio appena arrivato ad Ascoli, toccasse le mura della città e subito tutti e soli i templi pagani crollassero in conseguenza di un violentissimo terremoto;
  - nel 1703 un violento terremoto sconvolse le Marche ma non colpì la città di Ascoli, si dice, protetta dal suo patrono. In séguito a questo episodio la città di Ascoli eresse nel 1717 una chiesa dedicata al santo il cui interno è appunto la grotta dove Emidio morì e dove, secondo la leggenda, fu trovato il sepolcro ricoperto di basilico[2].
- appena giunto a Roma, Graziano, che ospitava il santo, saputo che questi si occupava dell'arte medica, gli chiese di curare la sua figlia paralitica. Emidio pose come condizione la conversione di tutta la famiglia, cosa che subito avvenne e la ragazza fu guarita[1][3].
- sempre a Roma, Emidio fu portato nell'Isola Tiberina dove sorgeva un tempio di Esculapio; secondo la tradizione Emidio guarì più di mille malati, distrusse l'altare pagano e convertì quasi tutti i presenti (anche gli stessi sacerdoti pagani, seppur in un secondo tempo)[4].
- Emidio si trovava ad Ascoli, nei pressi di Porta Solestà. Un gran numero di fedeli era accorso, molti dei quali volevano essere battezzati e tra di essi vi era anche Polisia. Per evitare che tanta gente dovesse recarsi fino alle sponde del fiume Tronto, Emidio chiese un nuovo miracolo a Dio. Si avvicinò a un sasso, s'inginocchiò e pregò; da quel sasso uscì un fiotto d'acqua con la quale furono battezzate migliaia di persone[5]. Si tratta dell'antichissima fonte di S. Emidio (Lavatoio Pubblico di Ascoli Piceno), più volte trasformata nei secoli e che oggi si presenta come un elegante lavatoio cinquecentesco a cinque arcate, con resti di strutture risalenti al XII secolo.
- Dopo la sua decapitazione Emidio, tra lo stupore generale, invece di stramazzare al suolo, raccolse il proprio capo e camminò, (cefaloforia), fino al monte ove aveva costruito un oratorio dove morì. Secondo un'altra tradizione, Emidio non si limitò ad adagiarsi per terra, ma al suo arrivo la terra si dilatò consentendo al Santo di seppellirsi da solo[6].

## Culto
La sua festa per la Chiesa cattolica ricorre il 5 agosto.
Le spoglie del santo sono conservate nella cripta sotterranea del duomo di Ascoli Piceno detta Cripta di Sant'Emidio, mentre il tempietto di Sant'Emidio Rosso ricorda il luogo dell'esecuzione. L'ultima ricognizione canonica delle sue spoglie mortali fu effettuata nella seconda metà degli anni sessanta.
Al culto emidiano è strettamente associato quello minore di santa Polisia (o Polesia), figlia del prefetto romano Polimio, che abbracciò la fede cristiana dopo aver ascoltato la predicazione del primo vescovo di Ascoli.
Sant'Emidio è il patrono di Ascoli Piceno, Leporano, Fabriano dal 21 agosto 1742, Cerro al Volturno dal 17 agosto 1794 e compatrono di Placanica, Castel Bolognese, Cingoli dal 1747, Colli a Volturno, Macerata, Tolentino, Recanati, Gubbio, Perugia, Foligno, Guardia (Acireale), Zagarolo (RM)
È il protettore di Ostra Vetere dal 1781, Serra San Quirico, Serra de' Conti dal 1781, e della borgata Monteverde di Bojano, perché qui migrarono gli abitanti del capoluogo del Sannio Pentro subito dopo il terribile terremoto del 1805. Gli sfollati portarono con loro una pietra della chiesa di San Martino delle Monache, distrutta dal sisma, messa a gradino della porta principale della nuova chiesa dedicata a sant'Emidio. Il santo è dunque molto venerato a Monteverde, come patrono contro il terremoto.
È co-protettore di Sarnano dal 1760, Gualdo Tadino dal 1751, Nocera Umbra dal 1747, Norcia dal 1703, L'Aquila, Catania, Napoli, Tagliacozzo e Caldari dal 1881.
Il suo culto è diffuso al livello mondiale e il santo è particolarmente venerato nei luoghi della terra soggetti a frequenti fenomeni di sismicità.

### La devozione nella regione Marche
Nel territorio della regione Marche il culto di sant'Emidio era già diffuso in modo capillare nel Settecento e, in séguito, vi furono periodi di maggiore venerazione negli anni che seguirono i terremoti del XVIII e XIX secolo.
In molti documenti appartenenti ad archivi parrocchiali e ad archivi storici comunali sono riportate trascritte le iniziative attuate per favorirne la devozione.
La città di Ancona chiese più volte una reliquia del santo alla città di Ascoli tra il 1701 e il 1755; Arcevia, nell'anno 1741, acquistò un dipinto che ne ritraeva l'immagine; la città di Cagli, nel 1781, gli dedicò un oratorio extra-muros nel luogo dove furono sepolte le vittime del sisma; Fano per la sua venerazione rese "annuale e perpetua" la festa in onore del santo e acquistò una statua lignea rivestita in oro e argento.
Una storia di particolare interesse è quella che lega il santo alla cittadina di Fabriano che iniziò a venerarlo dopo un violento sisma della durata di due minuti avvenuto il 24 aprile 1741. A séguito di questo disastroso avvenimento le autorità civili e religiose decretarono sant'Emidio patrono della città e stabilirono che ogni anno, in perpetuo, fosse celebrata una messa nella cappella priorale dov'era custodita una sua immagine. Nel 1743 nella chiesa di san Filippo Neri fu edificata una cappella in onore del santo.

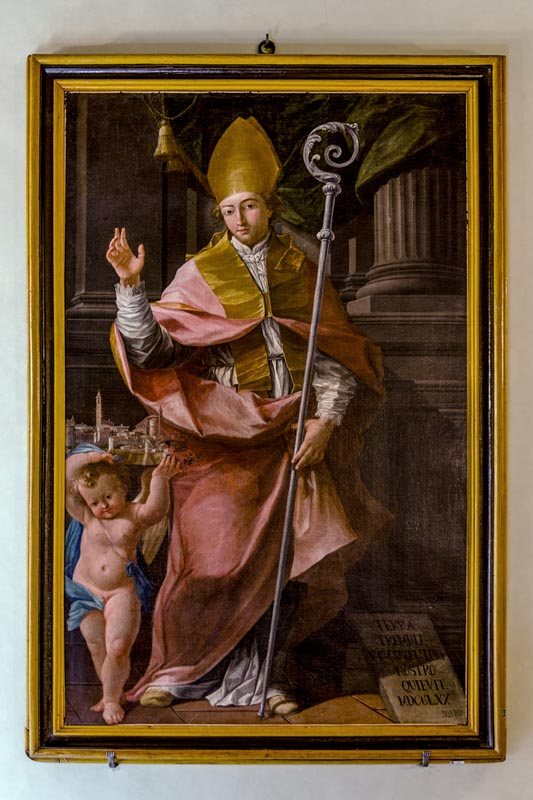
Sant'Emidio che protegge Monte Santo di Benedetto Biancolini - 1770 - olio su tela. Sala Giunta Comune di Potenza Picena.

La città di Potenza Picena (MC), chiamata fino al 1862 Monte Santo, conserva un'opera pittorica dedicata al santo.  Realizzata da Benedetto Biancolini (Ascoli 1717, Monte Santo 1797), la tela ha dimensioni di cm 177×113 e fu commissionata dalla comunità santese al pittore ascolano in memoria di un evento sismico che non provocò danni di particolare entità. Nella scritta in latino della lapide posta sulla destra del quadro si legge “terra tremuit et con tutore nostro quievit MDCCLXX B.B.P.P.” (la terra ha tremato ma grazie all’intervento del nostro protettore (Sant’Emidio) si è calmata 1770, Benedetto Biancolini pictor pinxit).Inoltre in segno di ringraziamento Sant’Emidio verrà considerato comprotettore della città.
La città di Fermo, nell'anno 1783, lo scelse come protettore dal terremoto al posto di san Francesco Borgia; a Matelica fu spostato un quadro che raffigurava sant'Emidio in un luogo più facilmente raggiungibile dai fedeli; a Montecassiano una sua reliquia venne racchiusa in un reliquiario particolarmente prezioso; San Severino iniziò a venerarlo nel 1799, anno in cui acquistò un quadro con la rappresentazione del santo; la cittadina di Senigallia, tra il 1737 e il 1734, commissionò l'esecuzione di un quadro in cui vi fossero raffigurati i santi potenti contro i flagelli e tra questi vi incluse anche sant'Emidio; a Tolentino, fu utilizzato il denaro del palio di San Catervo per l'acquisto di un dipinto del compatrono sant'Emidio; la città di Urbino nel 1741 richiese alla città di Ascoli una reliquia e si aggregò alla cittadinanza ascolana nell'anno 1784.
Nel 1703 la città di Ascoli fu risparmiata dal violento sisma delle Marche. La cittadinanza ne attribuì il merito a sant'Emidio e, in segno di gratitudine, eresse nel 1717 il tempio di Sant'Emidio alle Grotte, che fu il primo luogo della sua sepoltura. La piccola chiesa custodisce al suo interno la grotta dove, secondo la tradizione, fu rinvenuta la tomba ricoperta dal basilico.
Sant'Emidio è anche il nome di uno dei sei sestieri della città che nella ricorrenza della quintana si danno battaglia per conquistare l'ambito palio.
Dedicata al santo è nata, nel 2008, ad Ascoli Piceno l'Associazione "Sant'Emidio nel Mondo".
Nel 2009 in occasione del tragico terremoto che ha colpito l'Abruzzo è stato compiuto, da Assisi, il primo pellegrinaggio a piedi verso la tomba di sant'Emidio nel duomo di Ascoli, organizzato dalla Confraternita di San Jacopo di Compostella.
Sempre ad Ascoli Piceno nel 2018, è stato inaugurato l'Emygdius museum. Il museo, realizzato d'associazione "Sant'Emidio nel Mondo", descrive la storia, il culto e la diffusione nel mondo di Santo Patrono della città picena ed è composto da pannelli illustrativi, preziose testimonianze, reperti storici e altri oggetti. Una piccola parte è dedicata ai rapporti tra la città di Treviri, città natale di Sant'Emidio, e Ascoli, gemellate tra loro dal 1958. Il museo si trova nell'ex chiesa di Sant'Ilario.

### La devozione nella regione Abruzzo
Il culto emidiano in Abruzzo risulta molto diffuso nel territorio. I Libri instrumentoum seu chronicorum dei conventi locali ne riportano le testimonianze descrivendo i terremoti avvenuti nella regione che già dal II secolo d.C. era nota per la sua sismicità.
La cittadina di Atri, nell'anno 1731, richiese ed ebbe dalla città di Ascoli una reliquia del santo; il comune di Canzano consacrò a sant'Emidio una campana della chiesa parrocchiale il 20 novembre dell'anno 1742; la piccola frazione di Caprafico dedicò la sua chiesa parrocchiale ai santi Emidio e Colomba nel 1324, come si apprende dai Registri delle decime della diocesi; nel borgo medioevale di Civitella del Tronto, all'interno della chiesa di Santa Maria delle Laudi sono conservati un affresco che ritrae il santo e una reliquia che ogni mercoledì dopo la Pentecoste viene portata in processione da una confraternita; a Collevecchio di Montorio, in provincia di Teramo, nell'anno 1927, le reliquie di sant'Emidio, che erano state conservate fino ad allora nella chiesa di San Sebastiano, trovarono la loro definitiva collocazione in una nuova chiesa a lui intitolata; nelle chiese parrocchiali dei paesi di Corropoli e Morro d'Oro vi sono altari dedicati alla venerazione del santo e vi si trovano collocate le sue statue; anche nella chiesa di San Giovanni di Mosciano Sant'Angelo è esposta una statua di sant'Emidio; il paese di Rocca Santa Maria gli dedicò nel 1324 la chiesa parrocchiale; la cittadina di Sulmona ottenne l'aggregazione alla città di Ascoli concessa dal consiglio degli Anziani il 31 maggio 1777; nella città di Teramo si trova conservata l'immagine di sant'Emidio nella chiesa di Santo Spirito. Qui la cittadinanza locale si raccolse in preghiera ed espresse una sentita e grata venerazione per il protettore dai terremoti a séguito della scossa sismica del 28 luglio 1799 e istituì le celebrazioni della festa di ringraziamento che dovevano tenersi dal 29 al 31 agosto. Nel paese di Torricella Sicura la chiesa di San Paolo ospita un altare dedicato al culto del santo.
Sant'Emidio era molto venerato in Avezzano per la protezione dai terremoti. Nota infatti nella Marsica l'espressione: "Sante Middie, je tarramute". Esisteva anche una processione nella città che si svolgeva il 5 agosto di ogni anno partendo dalla Collegiata di San Bartolomeo dove si conservava una statua del santo. Tuttavia a séguito del terribile terremoto del 13 gennaio 1915 che distrusse completamente Avezzano uccidendo 10.719 persone in Avezzano e frazioni, e causando 28.500 vittime nelle 7 province colpite, considerato il II terremoto per gravità di perdite umane in Italia, da allora il santo non è più venerato in Avezzano.
La venerazione per sant'Emidio nel culto della città di Chieti era già nota nella seconda metà del XVIII secolo quando nella chiesa della Santissima Trinità erano presenti un altare dedicato al santo e una sua reliquia. Sulla parete destra dell'ingresso della chiesa è immurata una lapide, scritta in latino, che riporta il racconto della protezione miracolosa del santo nei confronti della comunità. A séguito di un grave evento sismico verificatosi durante la notte del 12 luglio 1805 l'arcivescovo chietino e i cittadini si raccolsero in preghiera presso questa chiesa e avviarono una processione per invocarne la protezione. Sebbene, sempre durante la stessa notte, vi fu una seconda forte scossa sia nella città di Chieti che nel territorio della diocesi, non si registrarono danni.
Nel territorio della provincia di Pescara il culto è praticato in molti piccoli centri dove si conservano immagini che riproducono l'effigie del santo, come statue e dipinti, e si celebra la sua festa nel mese di agosto come a Bolognano, Bussi sul Tirino, Corvara, Pescosansonesco, San Valentino in Abruzzo Citeriore, mentre a Tocco da Casauria si festeggia il 19 settembre, vigilia della festa patronale di sant'Eustachio; a Lettomanoppello si festeggia il sabato che precede la 1ª domenica di ottobre, e a Civitella Casanova viene recato in processione nelle festività di Pentecoste insieme alla Madonna delle Grazie, protettrice del paese.
Nella città di Teramo è venerata un'immagine del santo ascolano. La raffigurazione si trova nel quartiere di Porta Romana, custodita nella nicchia rettangolare, protetta da un vetro, ricavata sulla facciata di un antico palazzetto, restaurato nel XIX secolo, all'angolo tra Via del Carro e Vico della Luna. Si tratta dell'unica effigie del martire presente nella cittadina abruzzese. Il ritratto è stato eseguito seguendo i canoni iconografici che contraddistinguono la sua immagine devozionale: indossa abiti da vescovo mentre sostiene con la mano il muro di un'abitazione per impedirne il crollo durante un terremoto. Il dipinto è stato realizzato nel 1800 con la tecnica mista della tempera e del collage di foglietti in argento. Questi ultimi, utilizzati per ricoprire il manto e il copricapo, conferiscono un aspetto prezioso al ritratto dalle dimensioni di 50x40 cm.

### La devozione in altre città

#### Leporano (TA)
Nel comune di Leporano, in provincia di Taranto, il culto del santo nasce a séguito di una violenta scossa di terremoto che avvenne il 20 febbraio 1743. Il sisma distrusse quasi tutti gli edifici del piccolo centro pugliese ma lasciò, miracolosamente, illesi gli abitanti. I leporanesi vollero leggere in quest'avvenimento il segno di una particolare protezione che fu individuata nel santo che per la chiesa cattolica è il protettore dai terremoti. Da allora sant'Emidio è stato proclamato patrono principale e protettore di Leporano e venerato con grande devozione. Al santo fu dedicato un altare con nicchia e statua di legno nel cappellone barocco della nuova chiesa ricostruita dopo il sisma.
Il vescovo diocesano Giuseppe Capocelatro, recatosi in visita pastorale a Leporano nell'anno 1794, su richiesta dei fedeli, emise un decreto che autorizzava la celebrazione nel giorno 5 agosto della festa di sant'Emidio. La conferma della Sacra Congregazione dei Riti arrivò molti anni dopo, durante il pontificato di Papa Pio XI, il giorno 12 agosto 1925.
Il paese di Leporano, nell'anno 1882, dedicò al santo una statua in pietra, posta sulla strada che conduce verso Saturo e Gandoli, che reca la scritta «Noli timere, Leporane; ego protector tuus sum. A.D. 1882» «non temere Leporano, io sono il tuo protettore. A.D. 1882» Qualche anno più tardi, nel 1914, fu realizzato in onore di sant'Emidio un reliquiario in argento; nel 1924 sono stati eseguiti l'anello episcopale in oro, le chiavi e il pastorale in argento che adornano la sua statua nei giorni di festa. Nel 1927 fu dipinto un quadro a rilievo, nell'anno 1942 fu rinnovato l'altare di marmo del santo e infine nel 1949 fu dipinto un nuovo affresco. La festa in suo onore si svolge, ogni anno, nei giorni dal 3 al 5 agosto.
Nel 2005 il Parroco Mons. Pasquale Morelli ha fatto realizzare il nuovo Pastorale in argento e oro, e nel 2007 dagli orafi napoletani la nuova croce pettorale in argento e placcature d'oro. Nel 2010 per volere di tutta la popolazione è stato realizzato il reliquiario argenteo che custodisce le reliquie del Santo, gelosamente custodite nella Chiesa Madre di Leporano.

#### Bosco (SA)
Il culto di Sant'Emidio si è diffuso a Bosco nei primi del Novecento, quando una signora del posto che viveva a Messina scampò al famoso terremoto e volle donare la statua del Santo al suo paese. Da quel giorno ogni 8 agosto viene celebrata la Festa in Onore al Santo con la processione per le vie del paese e l'invocazione contro il flagello del terremoto.

#### Casale del Pozzo di Nocera Inferiore (SA)
Ogni Domenica delle palme dal santuario di Montalbino, vengono portate in processione le statue della Vergine Maria, di Sant'Eligio e Sant'Emidio. Le statue vengono riposte nella cappella di San Rocco, situata nel Casale del Pozzo, rione di Nocera Inferiore, ove rimangono fino al lunedì in Albis, quando vengono portate in processione per la zona montana dei Casali e riposte nella parrocchia di Santa Maria del Presepe.
Il martedì, la cosiddetta Pasquetta Nocerina, i santi risalgono al santuario dove, nei giorni successivi, riceveranno la visita dei fedeli dell'Agro.

#### Sansepolcro (AR)
La devozione a sant'Emidio di diffonde a Sansepolcro, in Alta Valle del Tevere, a motivo dei frequenti terremoti che hanno interessato la città, specialmente nei secoli XVII (1694) e XVIII (1781 e 1789). Una statua di sant'Emidio si trova nel santuario cittadino della Madonna delle Grazie, luogo di preghiera per la protezione dal terremoto.
Nel 1920 la memoria è stata inserita nel calendario liturgico proprio della Diocesi di Sansepolcro, che lo ha mantenuto nelle successive modifiche alla data dell'11 agosto. Nel giorno della festa, fino agli anni '70 del XX secolo, i canonici della Basilica Cattedrale al termine della celebrazione eucaristica compivano una processione verso l'Oratorio di San Rocco a seguito di un antico voto.
Cerro al Volturno (IS)
A Cerro al Volturno (Isernia) il culto di S. Emidio nasce verso la fine del Settecento. Le continue scosse di terremoto che si stavano registrando in quel periodo, spinsero i fedeli del luogo ad invocare la protezione di S. Emidio e a supplicare l’abate di Montecassino di poterne celebrare la festa “dominica infra octavam Assumptionis” (prima domenica dopo il 15 agosto) ed elevarlo a Santo protettore di Cerro. L’11 agosto del 1794, l’abate di Montecassino Prospero De Rosa, in risposta, ne autorizzò la celebrazione nelle modalità richieste. Il primo festeggiamento, quindi, risalirebbe a domenica 17 agosto 1794. ( documento rintracciato negli archivi di Montecassino - Buste - Cerro al Volturno) 
Successivamente la festa, probabilmente per dar modo alla popolazione contadina di terminare la mietitura e battitura del grano, fu posticipata all’ultima domenica del mese di agosto, mentre da qualche anno, ormai quasi scomparsi i lavori nei campi, la celebrazione è stata riposizionata al 5 di agosto per favorire la presenza dei tanti cerresi che rientrano nel Paese per il periodo delle ferie. Tuttavia, la festività ufficiale in onore del Santo Patrono, forse istituita a seguito del terremoto della Marsica (13 gennaio 1915), viene celebrata nel periodo invernale, nel giorno 12 gennaio  
Roccavivara (CB)
Nel piccolo paese di Roccavivara, in provincia di Campobasso, si celebra ogni 5 agosto la festa dedicata a Sant’Emidio. Questo santo è considerato protettore dai terremoti e il suo culto è originario di Ascoli Piceno. Nel XIII secolo, grazie ai rapporti commerciali tra i cittadini ascolani e quelli molisani (in particolare della zona di Agnone), si diffuse il culto per Sant’Emidio. A Roccavivara la devozione divenne più sentita dopo il devastante terremoto del 1805, data in cui, secondo una leggenda popolare, durante la processione dedicata a Sant’Emidio, nonostante il forte terremoto, le case rimasero intatte (a differenza di tutti gli altri paesi nei dintorni). Da allora, questo santo è diventato patrono del paese e protettore dai terremoti. 

### Lagonegro (PZ)
Nella chiesa della Madonna del Carmine, sede dell'arciconfraternita del S.S. Sacramento, è presente una statua di Sant'Emidio al lato dell'altare maggiore. Benedicente, è vestito con abiti vescovili. Ai suoi piedi un agglomerato di case. In passato si svolgeva nel mese di agosto una processione per il quartiere e si organizzava una fiera molto partecipata.

### Rivello (PZ)
Nella chiesa parrocchiale di San Nicola di Bari, nella navata destra, è presente una statua del santo. Vestito con paramenti sacri, ha ai suoi piedi il modellino di una chiesa.

## Galleria d'immagini

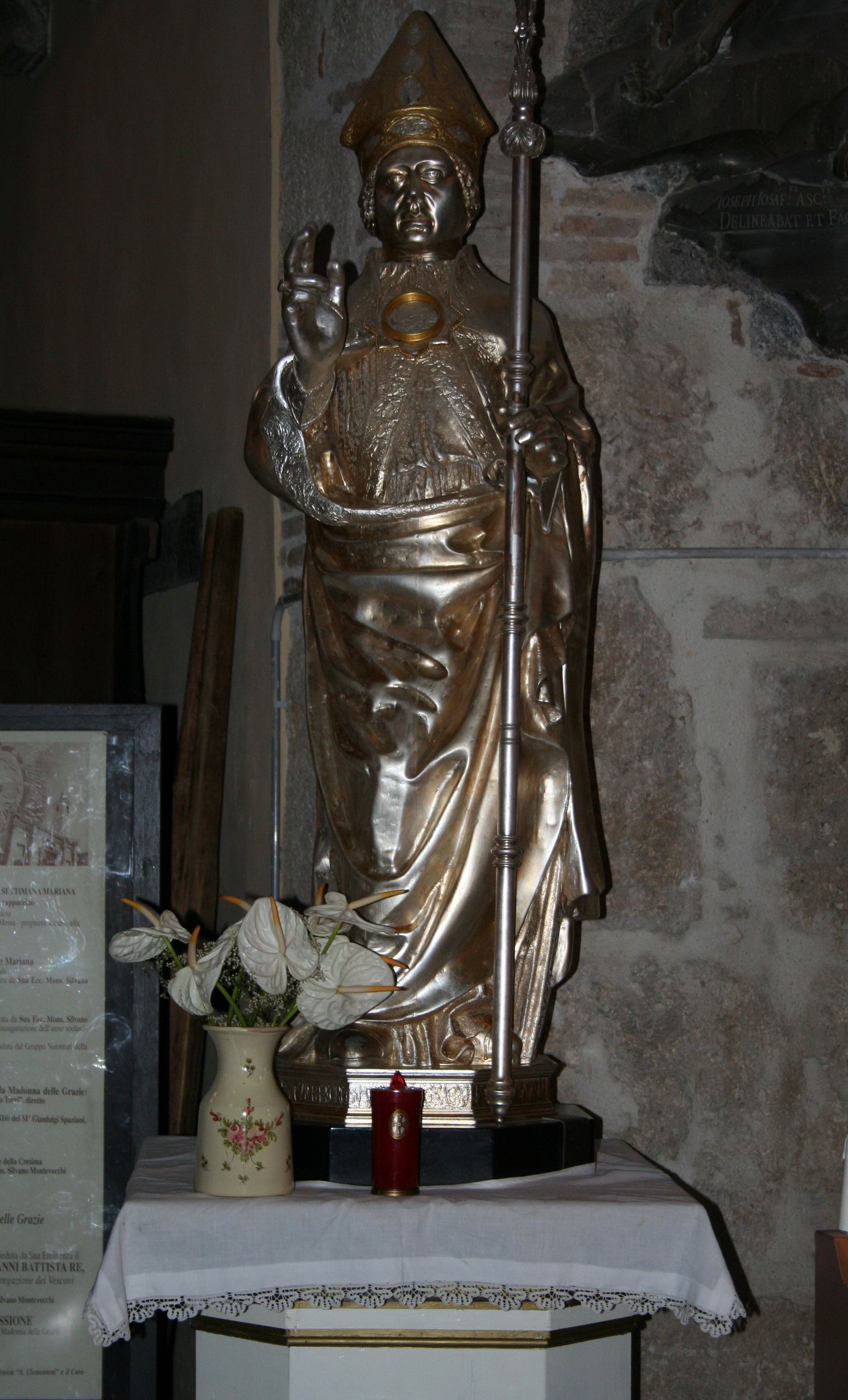
Statua di Sant'Emidio all'interno del Duomo di Ascoli Piceno
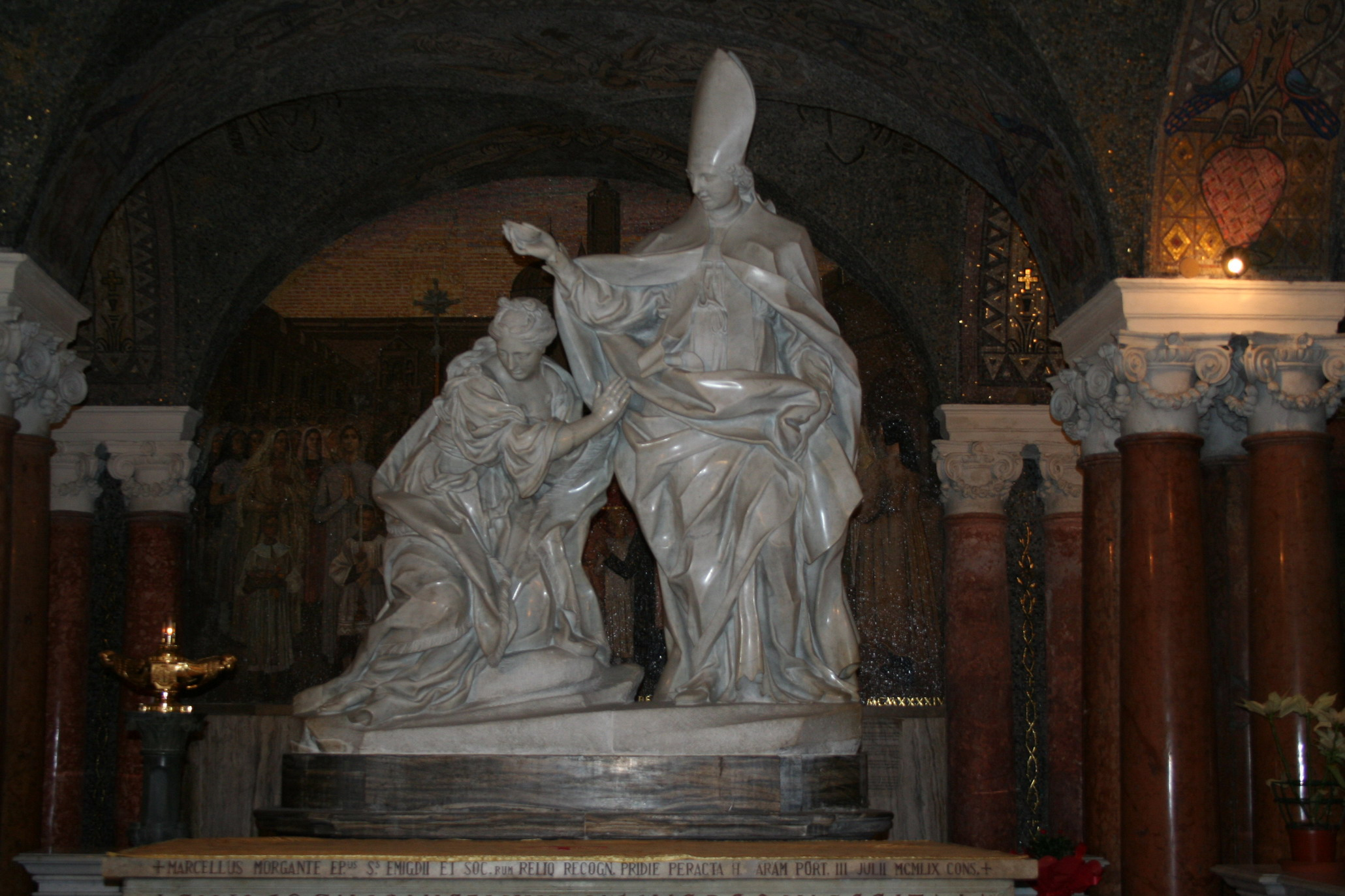
Sant'Emidio che battezza Polisia, di Lazzaro Giosafatti, interno Cripta di Sant'Emidio, Ascoli Piceno
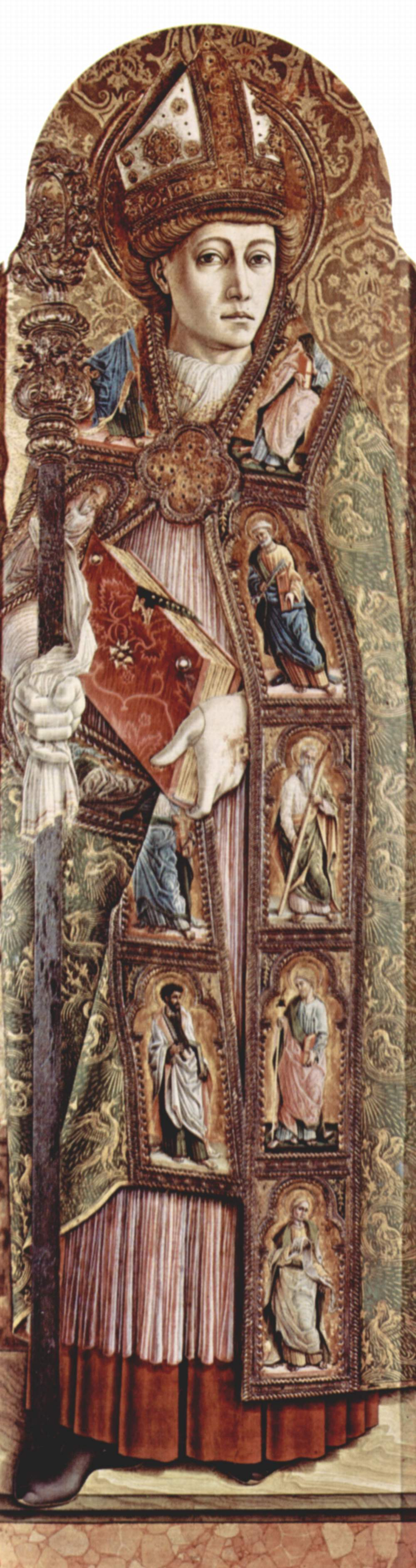
Sant'Emidio nel Polittico di Sant'Emidio di Carlo Crivelli, Duomo di Ascoli Piceno
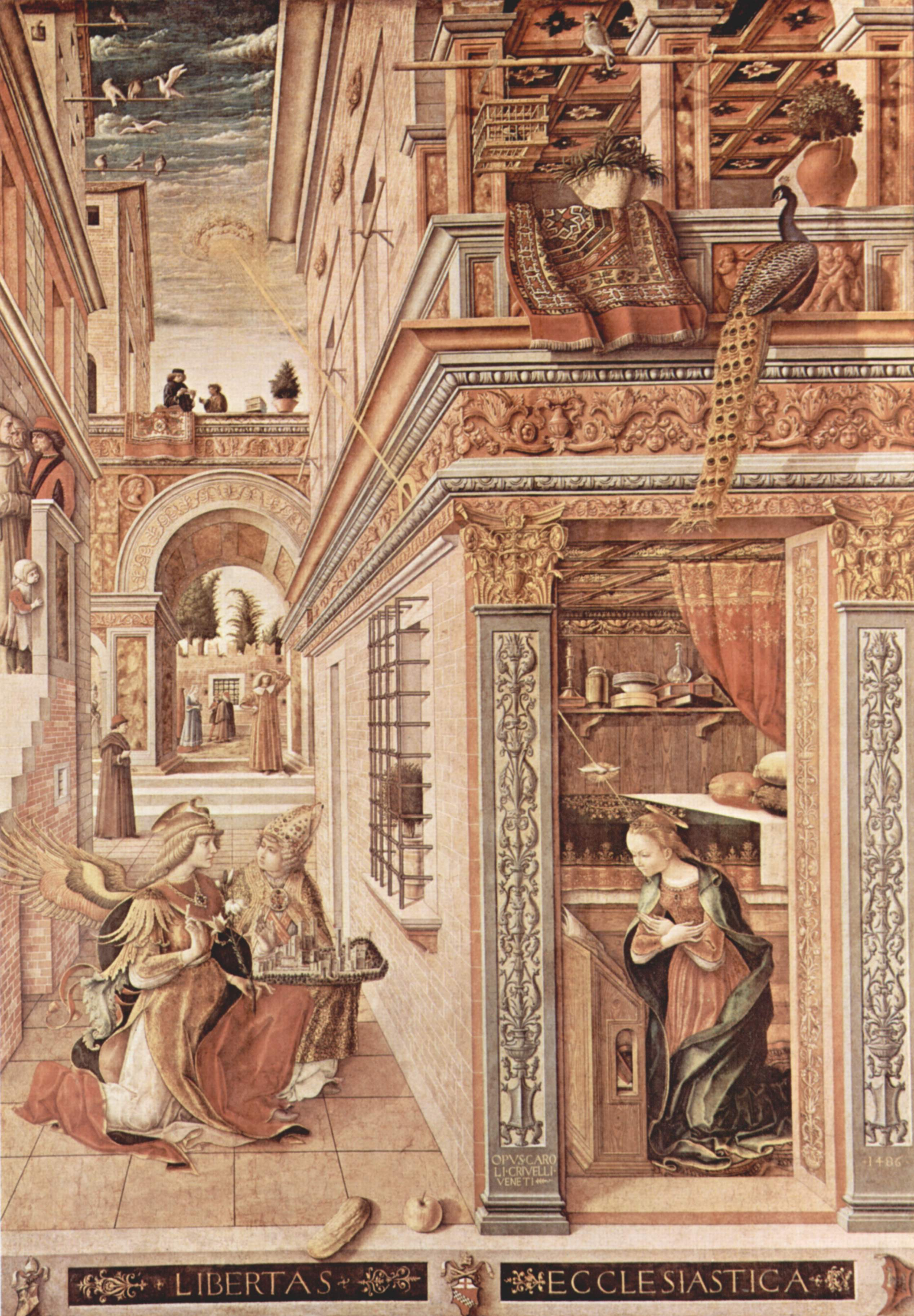
Annunciazione con sant'Emidio (1486), Carlo Crivelli
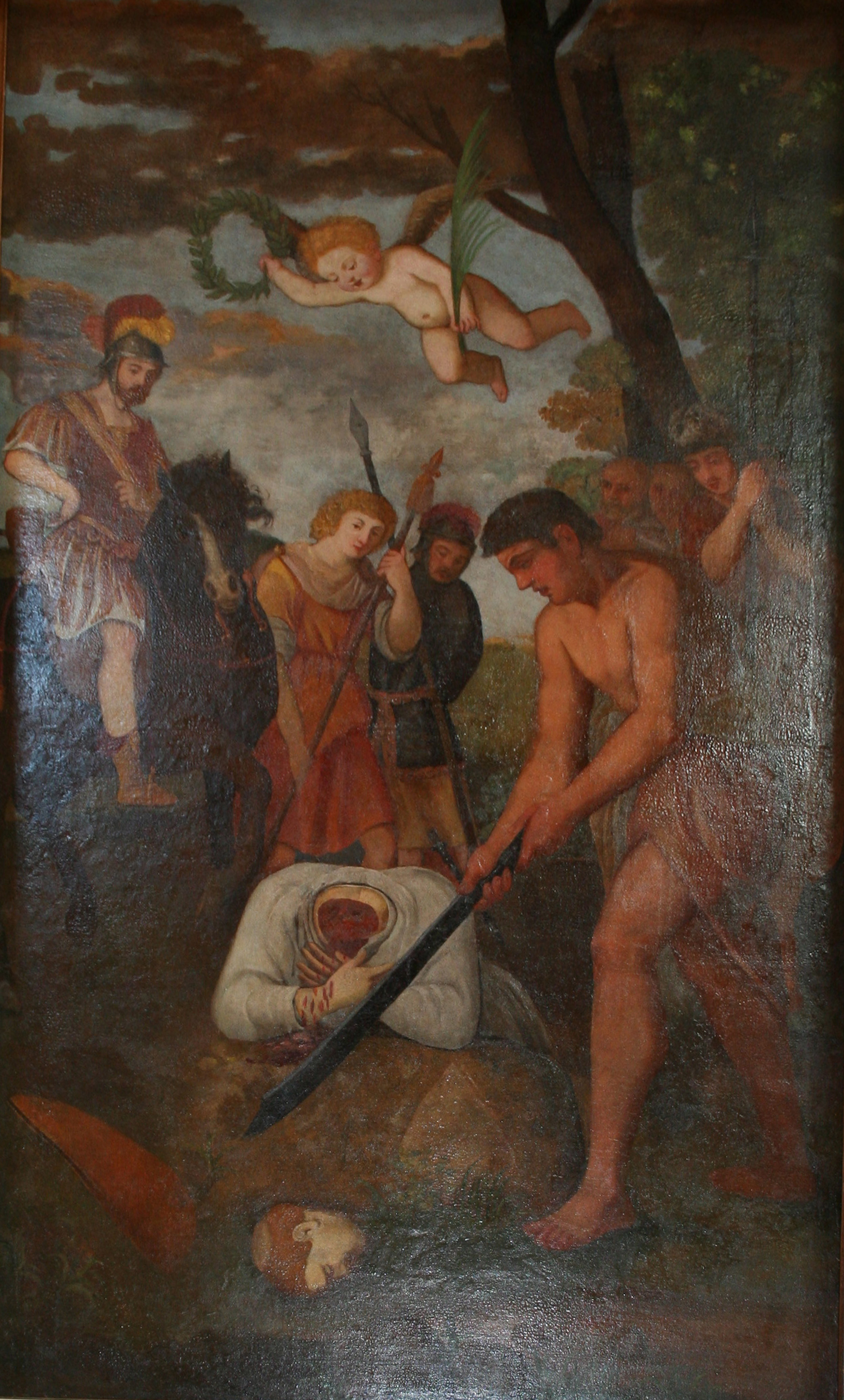
La decollazione di Sant'Emidio, Tempietto di Sant'Emidio Rosso, Ascoli Piceno
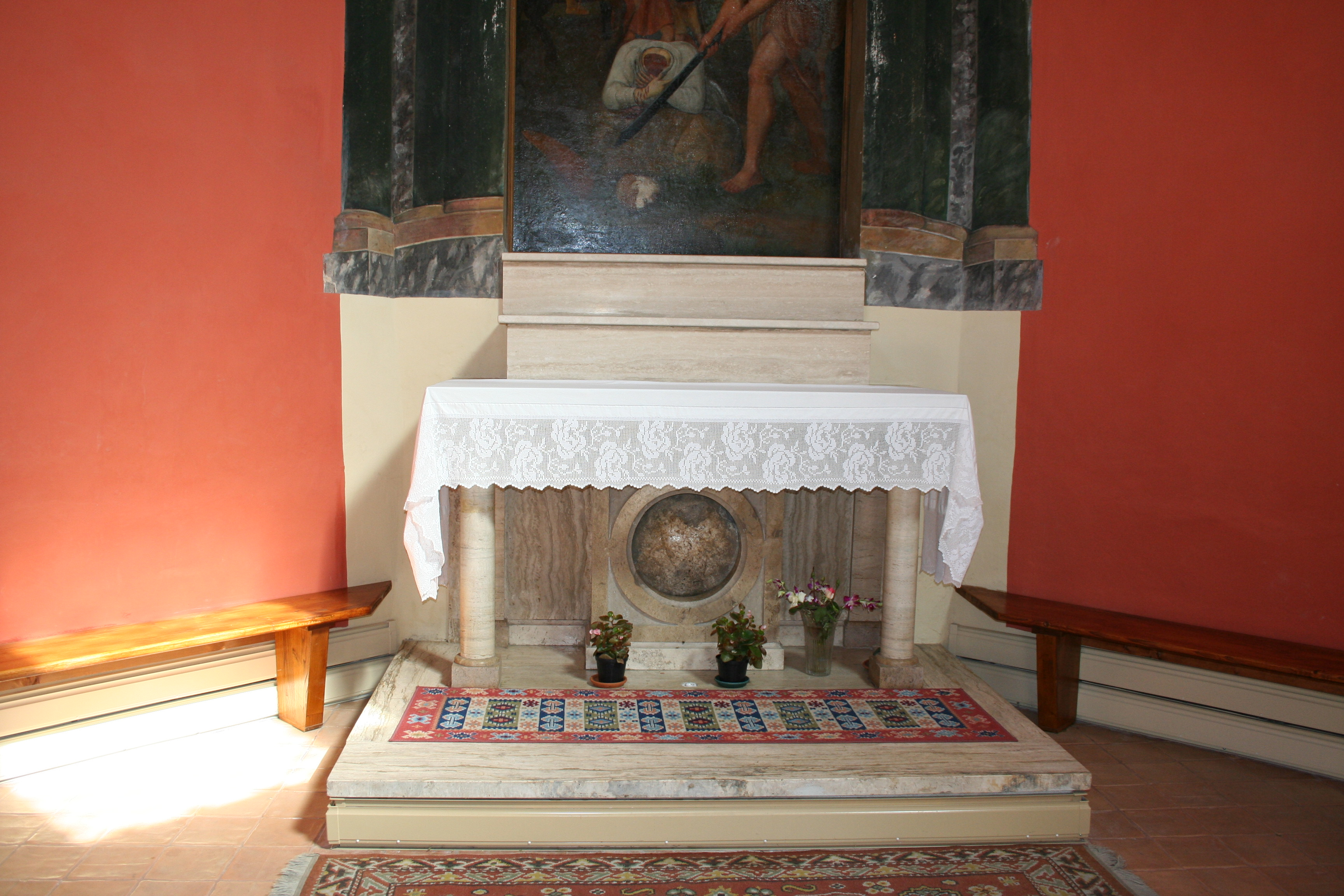
Altare e pietra della decollazione di Sant'Emidio, Tempietto di Sant'Emidio Rosso, Ascoli Piceno
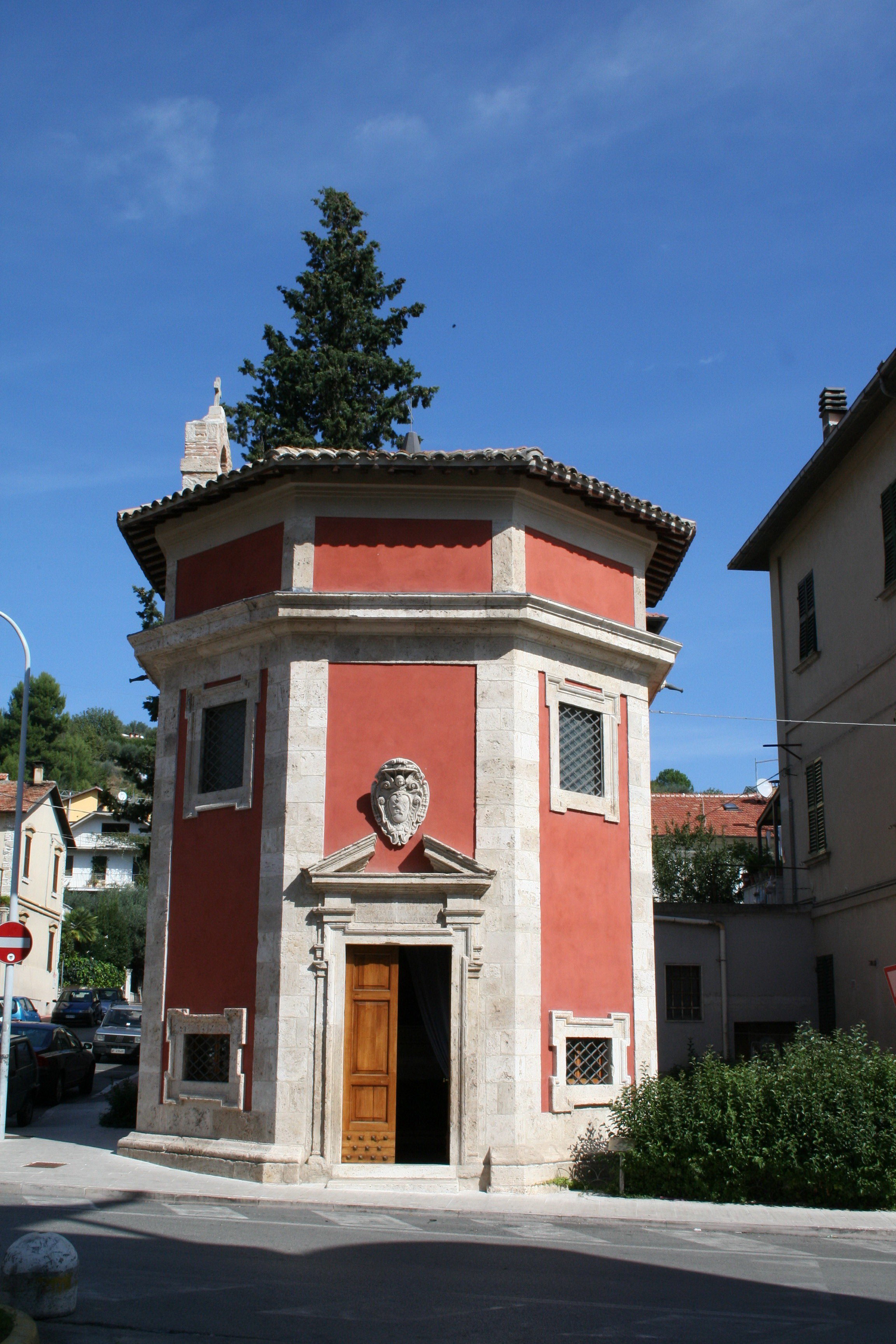
Il Tempietto di Sant'Emidio Rosso, Ascoli Piceno, costruito sul luogo del martirio del santo
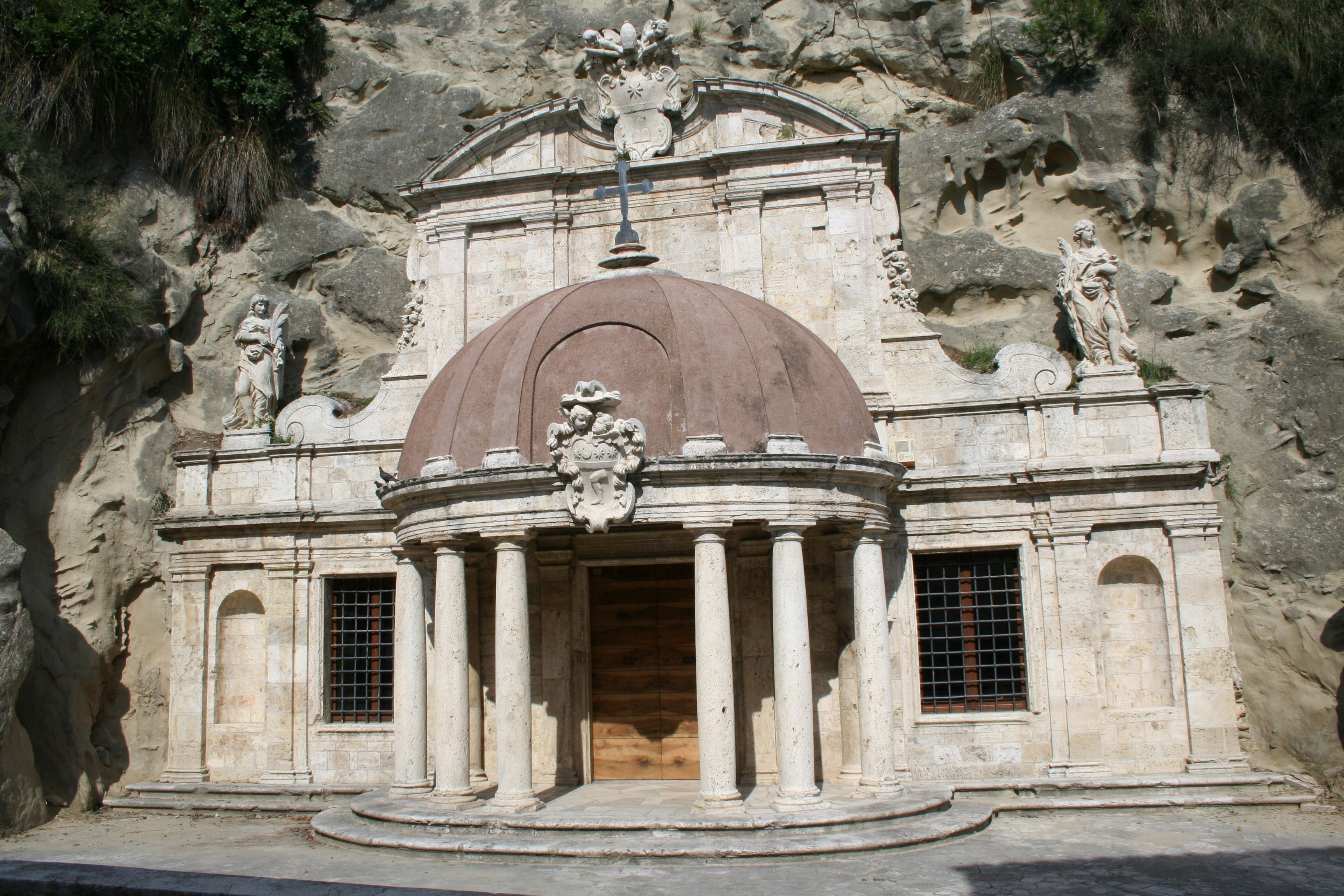
Il Tempietto di Sant'Emidio alle Grotte, Ascoli Piceno, costruito intorno alla prima tomba del santo
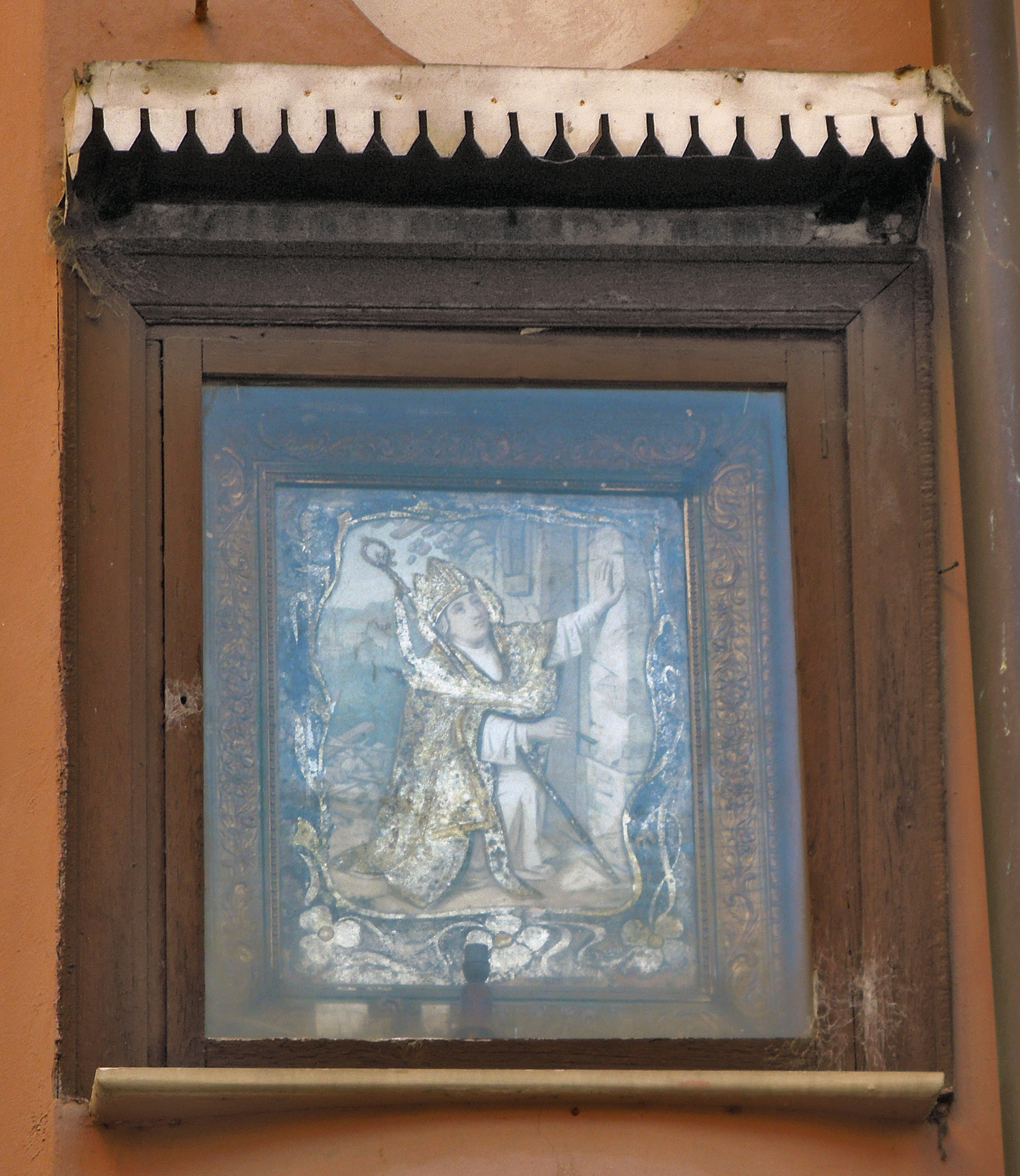
Edicola votiva dedicata a sant'Emidio nella città di Teramo.
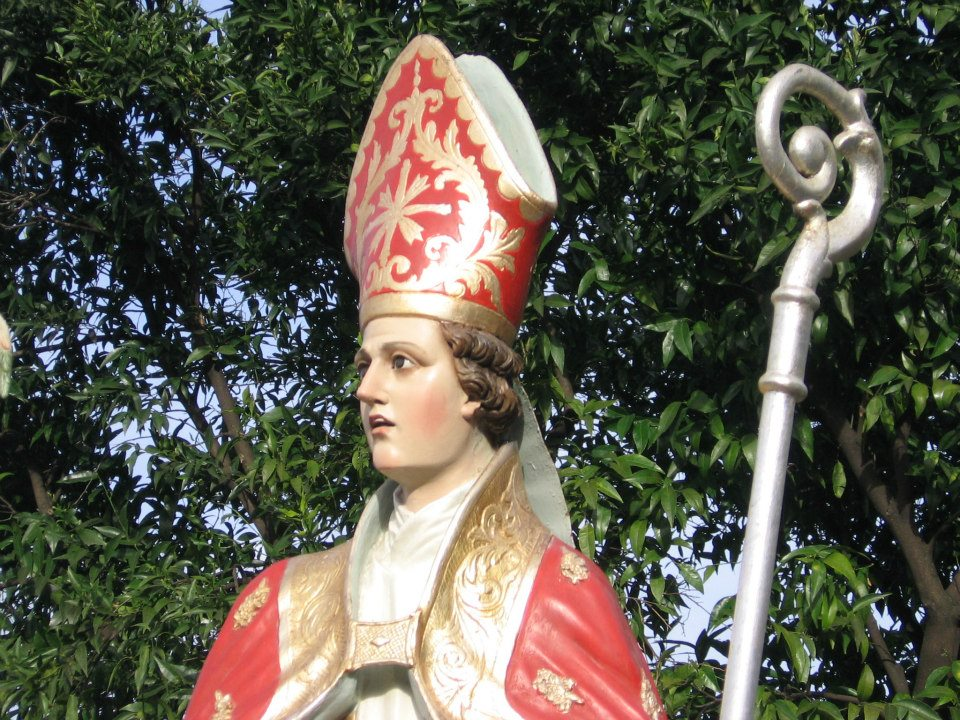
La statua del Santo venerata al Casale del Pozzo di Nocera Inferiore